# Anett Fiebig
Anett Fiebig (* 2. November 1961 in Frankenberg/Sa.) ist eine ehemalige deutsche Schwimmerin, die für die DDR startete.
1975 gewann sie die Jugendeuropameisterschaften über 200 Meter Schmetterling in Genf.
Ihren größten internationalen Erfolg hatte sie bei den Schwimmeuropameisterschaften 1977 in Jönköping, als sie Europameisterin über 200 Meter Schmetterling wurde. Sie gewann in Jahresweltbestzeit von 2:12,77 min.
1978 trat sie vom Leistungssport zurück.
| Personendaten    | Personendaten        |
| ---------------- | -------------------- |
| NAME             | Fiebig, Anett        |
| ALTERNATIVNAMEN  | Drollinger, Anett    |
| KURZBESCHREIBUNG | deutsche Schwimmerin |
| GEBURTSDATUM     | 2. November 1961     |
| GEBURTSORT       | Frankenberg/Sa.      |